# Flugplatz Kingsfield

i8
i11
i13

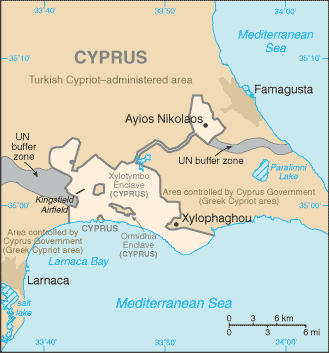
Gebiet der Basis Dhekelia

Der Flugplatz Kingsfield (englisch Kingsfield Airfield; ICAO-Code: LCRE) ist ein britischer Militärflugplatz auf der Mittelmeerinsel Zypern. Die Royal Air Force nutzt den Stützpunkt.
Der Flugplatz liegt im souveränen Basisgebiet (Souvereign Base Area) Dekelia etwa 22 Kilometer östlich von Larnaka. Er wurde für das Army Air Corps gebaut, möglicherweise um 1960.